# Wang Anshi
Wang Anshi (王安石; Distrito de Linchuan, 8 de dezembro de 1021 — Nanquim, 26 de maio de 1086) foi um estadista chinês que ostentou o cargo de Primeiro Ministro da China. Foi ademais escritor de prosa e poesia. As medidas que ele tomou inimizaram-no com a corte e o povo. Foi um reformador em quase todos os âmbitos, muito preocupado por aligeirar as pesadas carregas do campesinato, e que estabeleceu a implantação de instituições de socorro popular, hospitais, dispensários, cemitérios públicos, baseando-se num modelo de fundações caritativas criadas pelos mosteiros budistas dos séculos VI e VII. As suas reformas não tiveram grande continuidade, ao chocar contra os privilégios adquiridos. Foi um acérrimo opositor do sistema de Exames Imperiais.

### Osoito mestres da prosa chinesa
- Han Yu
- Liu Zongyuan
- Ouyang Xiu 欧阳修
- Su Xun 苏洵
- Su Shi 苏轼
- Su Zhe 苏辙
- Wang Anshi 王安石
- Zeng Gong 曾鞏